# Gondang (Pace)
Gondang is een bestuurslaag in het regentschap Nganjuk van de provincie Oost-Java, Indonesië. Gondang telt 2466 inwoners (volkstelling 2010).